# Sakon Nakhon
Sakon Nakhon, (thai:  สกลนคร) är en provins (changwat) i nordöstra Thailand. Provinsen hade år 2000 1 040 766 invånare på en areal av 9 605,8 km². Provinshuvudstaden är Sakon Nakhon.

## Administrativ indelning
Provinsen är indelad i 18 distrikt (amphoe). Distrikten är i sin tur indelade i 125 subdistrikt (tambon) och 1323 byar (muban). 